# Livingstonia
Livingstonia (ou Kondowe) est une ville située dans la région Nord, district de Rumphi, au Malawi, à 434 km au nord de la capitale du pays, Lilongwe. Elle est reliée à Mzuzu (capitale de la région Nord), 120 km au sud, par une route goudronnée (2 à 3 h de route).

## Histoire

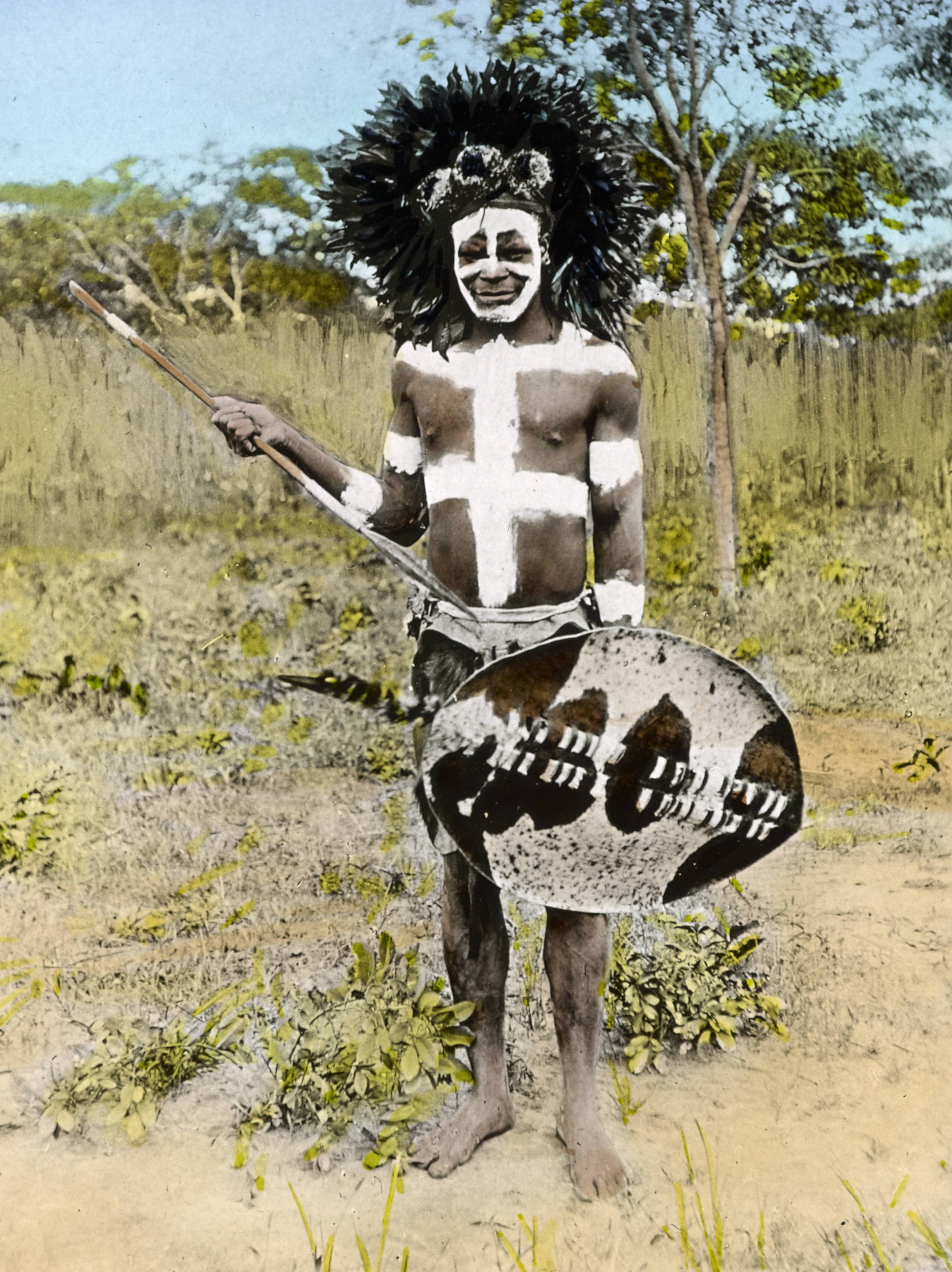
Guerrier Ngoni avec des ornements corporels en argile, Livingstonia, vers 1895.

Livingstonia est installée à son emplacement actuel en 1894 par des missionnaires de l'Église libre d'Écosse. En 1875, ils établissent d'abord une mission à Cape Maclear, qu'ils nomment « Livingstonia » en hommage à David Livingstone dont la mort, en 1873, avait ravivé le soutien britannique aux missions en Afrique de l'Est. La mission est appuyée par l'African Lakes Corporation, une institution commerciale créée en 1877. En 1881, du fait de l'extrême prévalence de la malaria à Cape Maclear, la mission est déplacée au nord, à Bandawe. Mais le site est lui aussi malsain, et la mission est de nouveau déplacée, sur des terres plus en altitude, entre le lac Malawi et le plateau de Nyika. La situation en zone de montagne limite la présence des moustiques porteurs de la malaria. La mission se développe progressivement pour devenir une petite ville.
Le dirigeant de la mission, durant 52 ans, est Robert Laws. Il crée à Livingstonia ce qui, à son époque, est la meilleure école de toute la région ; les diplômés de Livingstonia deviennent des personnes influentes dans plusieurs pays avoisinants, jusqu'en Afrique du Sud. On compte, parmi les anciens élèves, l'écrivain Legson Kayira, diplômé en 1958. Le titre de son autobiographie, I Will Try, est tiré de la devise de l'école.

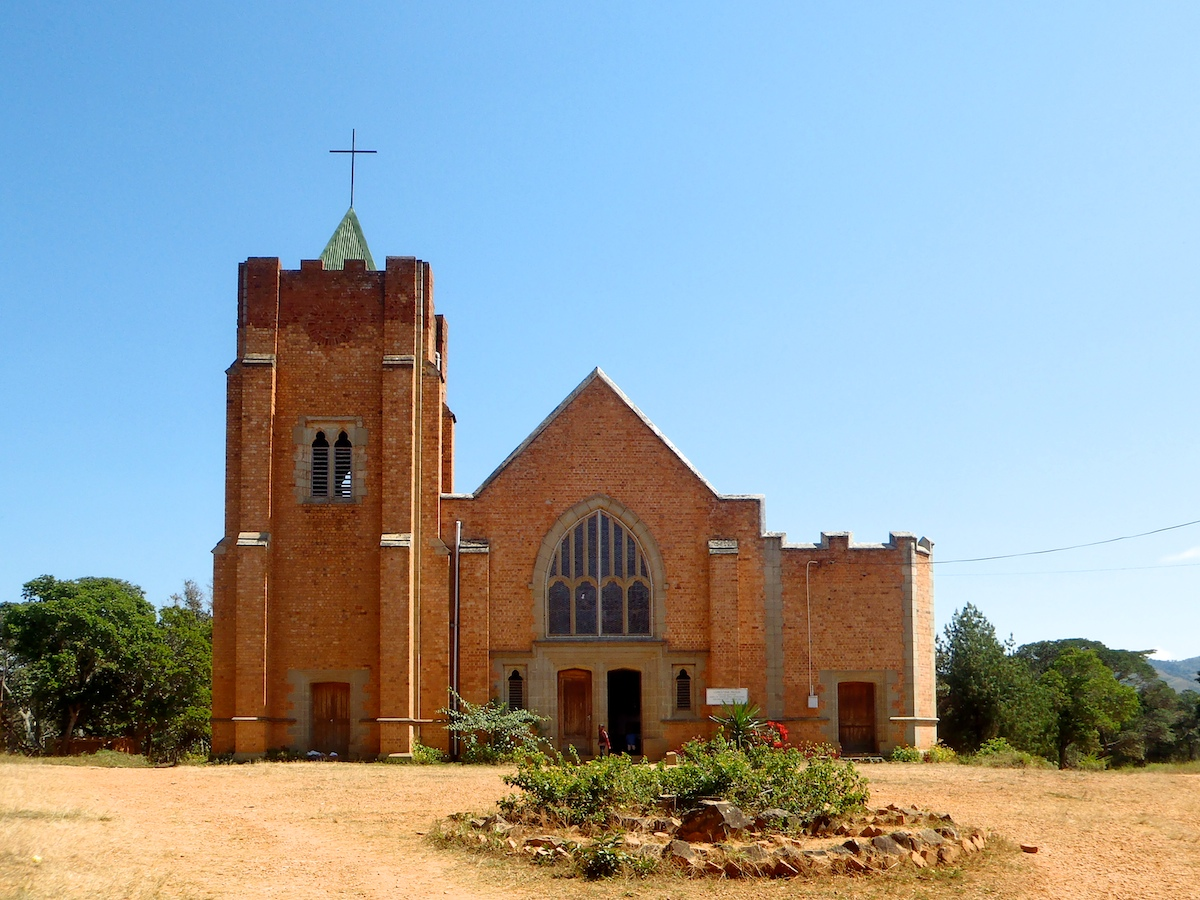
Église de la mission à Livingstonia.

Robert Laws voulait que Livingstonia abrite une université, mais ses successeurs ne poursuivirent pas ce rêve. En 2003, le synode de Livingstonia, relevant de l'Église presbytérienne d'Afrique centrale (CCAP), réactive le projet, en créant l'Université de Livingstonia,.
La ville abrite aussi le David Gordon Memorial Hospital, fondé par les missionnaires écossais en 1910. Il est désormais sous la direction du synode de Livingstonia,.